# Stephen Ailes
Stephen Ailes, född 25 maj 1912 i Romney i West Virginia, död 30 juni 2001 i Bethesda i Maryland, var en amerikansk advokat och politiker (demokrat). Han var USA:s arméminister 1964–1965. Under den perioden blev arméns truppenheter för första gången utsända för att aktivt delta i striderna i Vietnamkriget.
Ailes utexaminerades 1933 från Princeton University och avlade 1936 juristexamen vid West Virginia University där han senare undervisade. På grund av färgblindhet godkändes han inte för militärtjänst i andra världskriget men han fick ett uppdrag som tjänsteman inom den civila förvaltningen, vid Office of Price Administration som sysslade med inflationsbekämpning i krigstida förhållanden. Efter kriget gjorde han en mycket framstående karriär som advokat vid advokatbyrån Steptoe & Johnson i Washington, D.C.
Som biträdande arméminister tjänstgjorde Ailes under presidenterna John F. Kennedy och Lyndon B. Johnson 1961–1964, tills han blev utnämnd till arméminister. Mellan 1965 och 1970 var Ailes ordförande för Federal City Council, en organisation vars syfte är att främja den ekonomiska utvecklingen av den federala huvudstaden Washington.
Han var gift med Helen "Nellie" Wales. Paret gifte sig 1939 och äktenskapet varade fram till hennes död i mars 2001. Ailes och hustrun Nellie är begravda på Indian Mound Cemetery i Romney i West Virginia, där även hans morfar, West Virginias guvernör John J. Cornwell är begravd.